# زاپوتک

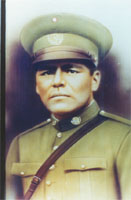

زاپوتک نام یکی از تمدن‌های باستانی مکزیک است.

## تاریخچه
از سال ۵۰۰ قبل از میلاد تا سال ۵۰۰ میلادی، ساکنین شهر کوهستانی مونته آلبان، در دره حاصلخیز واهاکا می‌زیستند. مونته آلبان مرکز دینی و بازرگانی تمدن زاپوتک بود. مردم زاپوتک در ساختن اشیاء سفالی، پارچه‌های رنگارنگ، طلا و جواهرات مهارت داشتند. کاهنان زاپوتک از نوعی تقویم ابتدایی استفاده می‌کردند. آنان، حساب روزها را از طریق حجاری تصاویر خاصی (نمادهایی) بر روی سنگ، ثبت می‌نمودند. این حجاری‌ها، قدیمی‌ترین آثار خطی، در قاره آمریکا محسوب می‌شوند.

### حدود ۵۰۰ ق. م
اقوام زاپوتک شروع به استقرار در دره «لوآکسان» در جنوب شرقی مکزیک کردند. حکمرانان زاپوتک پیروزی‌های خود را روی تخته سنگ‌ها («دانزانته» ها) ثبت می‌کردند. صورتهای ناموزون حجاری شده روی سنگها، با دهان‌های باز و چشمان بسته، بیانگر دشمنان شکست خورده زاپوتک‌ها می‌باشند.

### حدود ۴۰۰ ق. م
با استفاده از نیروی کار برده‌ها، زاپوتک‌ها آغاز به مسطح نمودن بخش مرتفع پایتختشان، مونته آلبان، کردند. آن‌ها ساخت یک میدان بزرگ را که معبدی هرمی شکل در میان آن بود شروع کردند.

### حدود ۲۰۰–۳۵۰ ق. م
میدان شهر «مونته آلبان»، مرکز دینی و اجتماعی شهر می‌شود. بیشتر جمعیت حومه شهر، شروع به ساختن خانه‌هایی در دامنه کوه می‌کنند. این خانه‌ها با ایجاد برشهایی در دل کوه ساخته می‌شدند. جمعیت مونته آلبان به حدود ۱۷۰۰۰ نفر می‌رسد.

### ۲۰۰ ق. م
میدان اصلی شهر مونته آلبان بازسازی می‌شود. مونته آلبان به صورت یک مرکز بازرگانی، رونق بیشتری می‌یابد. جمعیت شهر به حدود ۲۰٬۰۰۰ نفر می‌رسد.

### حدود ۵۰۰–۳۰۰ م
اقتدار شهر مونته آلبان رو به افول می‌رود اما این شهر به‌عنوان یک مرکز مهم تجاری و فرهنگی باقی می‌ماند و در این زمان، «تئوتی واکان» شهر اصلی مکزیک می‌باشد.

## حقایق ثبت شده
قوم زاپوتک پارچه‌های بافته شده خود را با استفاده از رنگ سرخ روشن، رنگ می‌کردند. آنها، ماده اصلی این رنگ را از بدن خشک شده حشرات ریزی موسوم به «کوچی نیل»، که روی گیاه کاکتوس می‌زیستند، به دست می‌آوردند. بتدریج ماده رنگی «کوچی نیل» در مکزیک و آمریکای مرکزی، به یک کالای تجاری با ارزش تبدیل شد.